# Parc national d'Arabuko Sokoke
 (décembre 2020).
La réserve forestière d'Arabuko Sokoke est située sur la côte du Kenya, à cent dix kilomètres de Mombasa ; c'est une aire protégée. Le parc national d'Arabuko Sokoke se situe au nord-est de la forêt et il ne couvre que quelques kilomètres carrés soit une très petite partie de la forêt.

## Protection
Le parc national chevauche la limite de la réserve forestière, avec environ la moitié située à l'extérieur de la limite de la forêt. Cette section extérieure se trouve en fait à l'extérieur d'une clôture électrique pour éléphants installée en 2006-2007 et est maintenant habitée par des communautés locales. Il n'y a aucun panneau pour indiquer où le parc commence ou se termine. Le parc national n'a aucune protection particulière hormis celle de la forêt qui, avec quatre cent vingt kilomètres carrés, est le plus grand fragment protégé des forêts côtières d'Afrique orientale.
La forêt, gérée conjointement par le Kenya Forest Service (en), le  Kenya Wildlife Service, les Musées nationaux du Kenya et le Kenya Forest Research Institute, est l'une des mieux protégée du pays. Elle est d'abord sous le statut de « forêt de la Couronne » en 1943 puis protégée dans les années 1960. Elle est menacée par les besoins en terres des populations locales. Plusieurs pays et organismes internationaux coopèrent avec Kenya Wildlife Service pour sa protection.

## Faune et flore
Arabuko Sokoke est une zone de fort endémisme pour les mammifères, les oiseaux et la flore. Elle est composée de trois types de forêts  : une forêt mixte, une forêt à Brachystegia et une à Cynometra, chacune abritant des communautés animales et végétales particulières.
Le Tisserin de Clarke est totalement endémique, tandis que le Petit-duc de Sokoke, le Pipit de Sokoke et le Souimanga d'Amani se trouvent seulement à cet endroit et dans un fragment forestier de Tanzanie. Le parc est voisin de Mida Creek, une forêt de mangrove qui est un important refuge hivernal pour les oiseaux limicoles et qui abrite des espèces telles que Chevalier bargette et le Pluvier crabier.
Le Rhynchocyon chrysopygus, une espèce endémique de musaraigne à trompe de la taille d'un lapin, est typique du parc ; la Mangouste à queue touffue et le Céphalophe d'Ader (qu'on trouve aussi à Zanzibar) sont plus rares. La forêt abrite aussi l'éléphant de savane, la civette africaine, le sokoké (une race de chat), des babouins et des vervets. Le parc est également reconnu comme un important centre de diversité des amphibiens.

## Galerie photographique

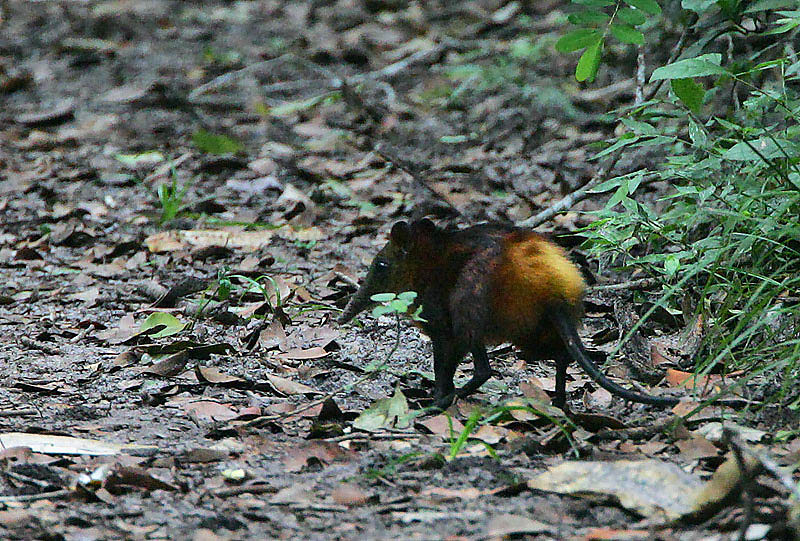
Musaraigne à trompe.
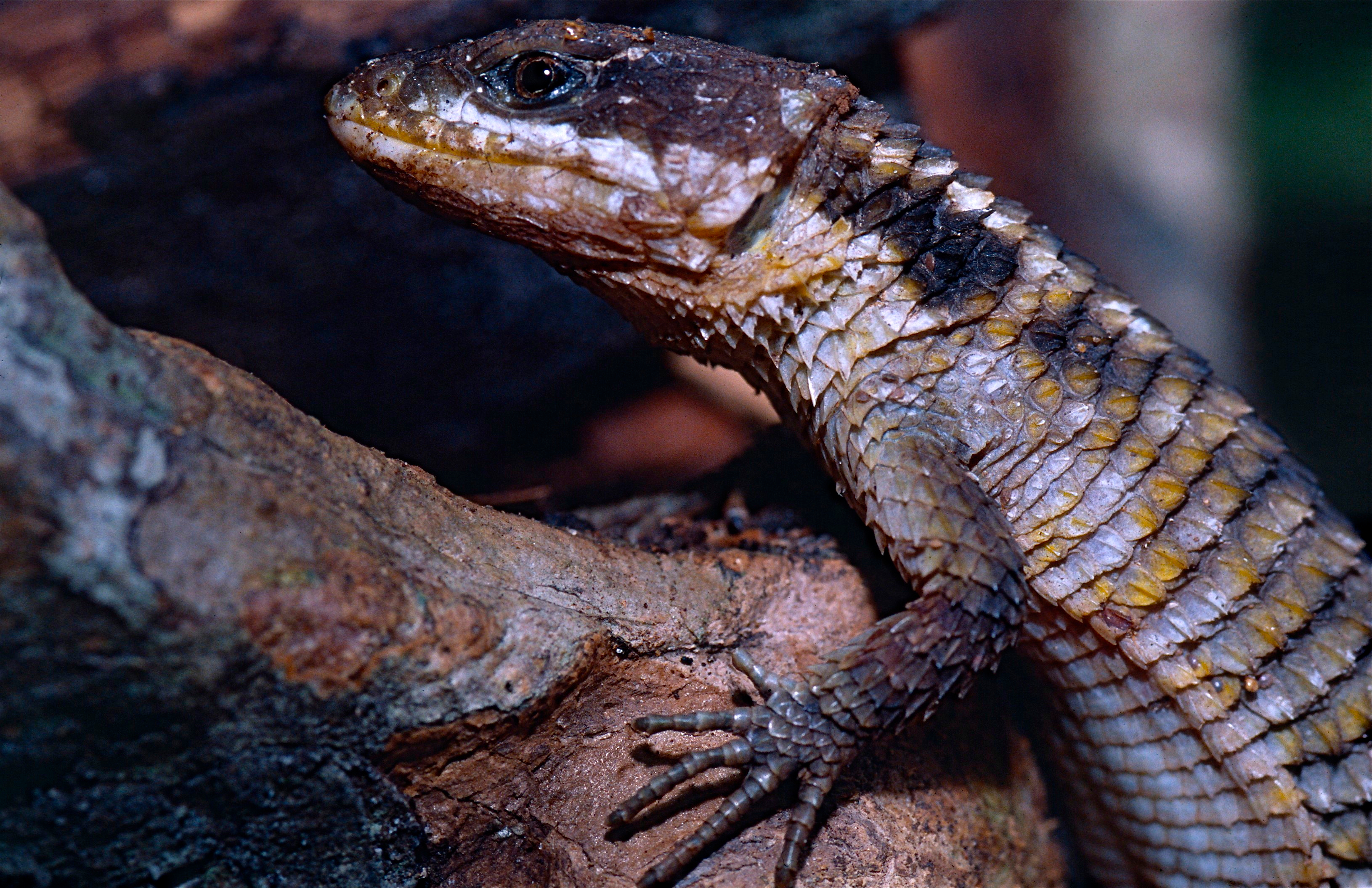
Lézard à queue épineuse d'Afrique de l'Est.
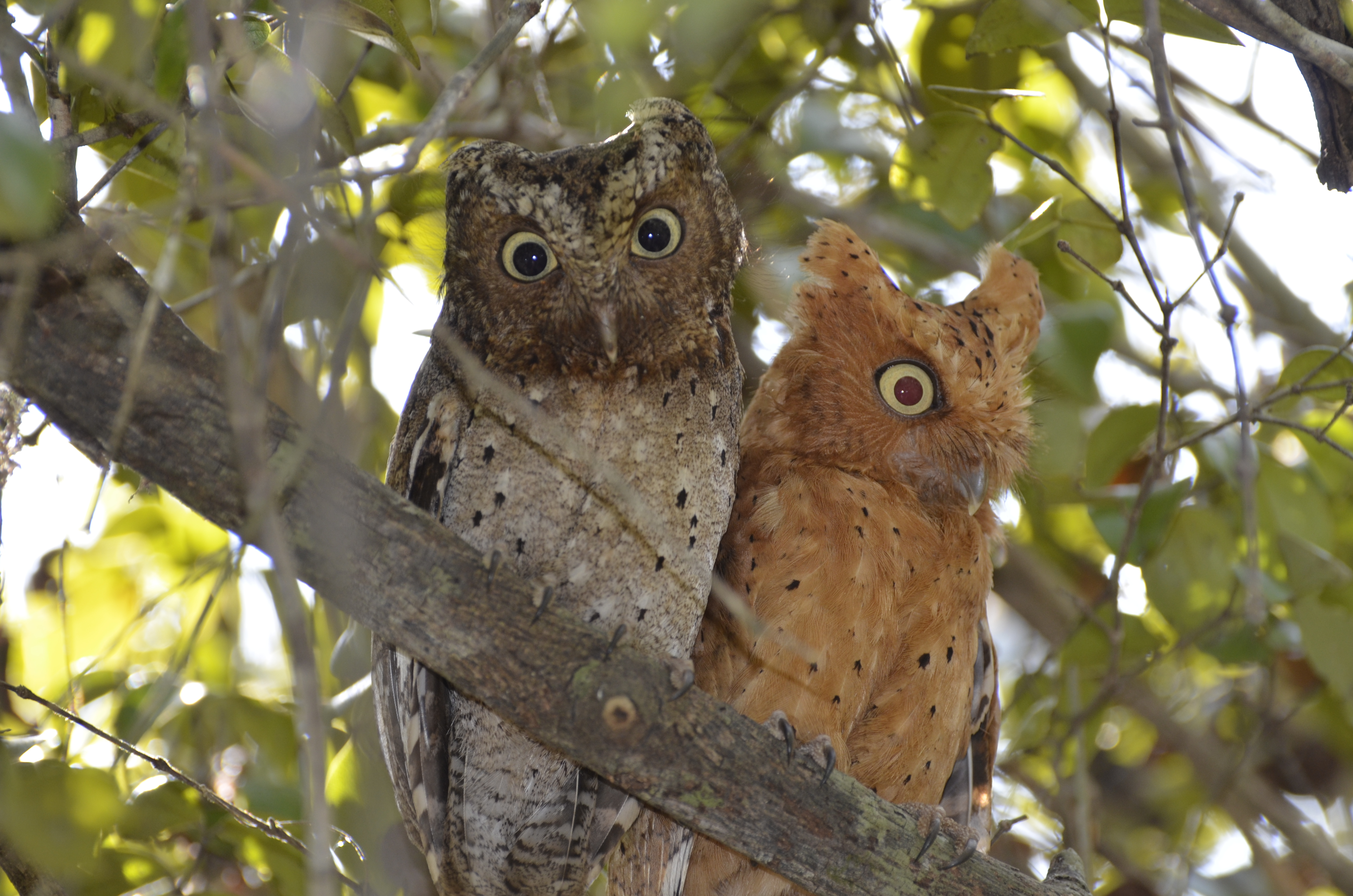
Couple de Petit-duc de Sokoke.
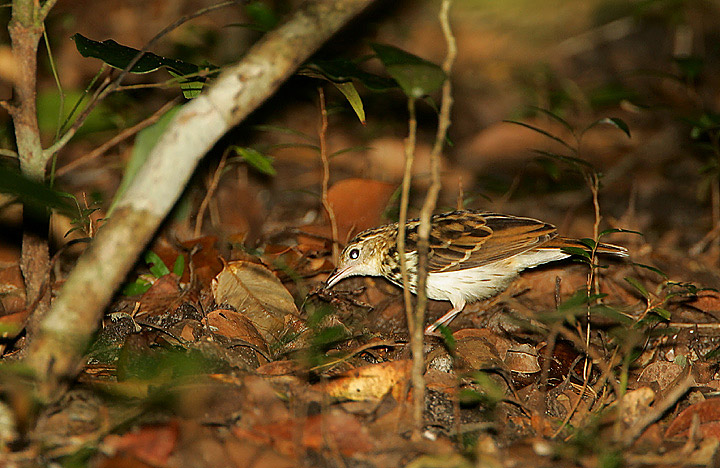
Pipit de Sokoke.

## Sources
- (en) Cet article est partiellement ou en totalité issu de l’article de Wikipédia en anglais intitulé « Arabuko Sokoke National Park » (voir la liste des auteurs).

- (en) « Arabuko Sokoke National Park », Kenya Wildlife Service, 2009
- (en) « Arabuko Sokoke », sur protectedplanet.org, 2020